# バルビンコベ
バルビンコベ (ウクライナ語: Барвінкове,  発音) 、または バルビンコボ (ロシア語: Барве́нково) はウクライナ北東部ハルキウ州のイジューム地区の市である。  
ウクライナのフロマーダの一つであるバルビンコベ都市型フロマーダの行政庁を擁する。人口は2021年の推計で8,110人。

## 歴史
最初に文献に登場したのは1653年だった。
2020年7月18日までバルビンコベはバルビンコベ地区の行政中心地だったが、ハルキウ州の地区数が7つに減少した同月の地方行政区画改革の一環として同地区は廃止され、イジューム地区に編入された。

## ギャラリー

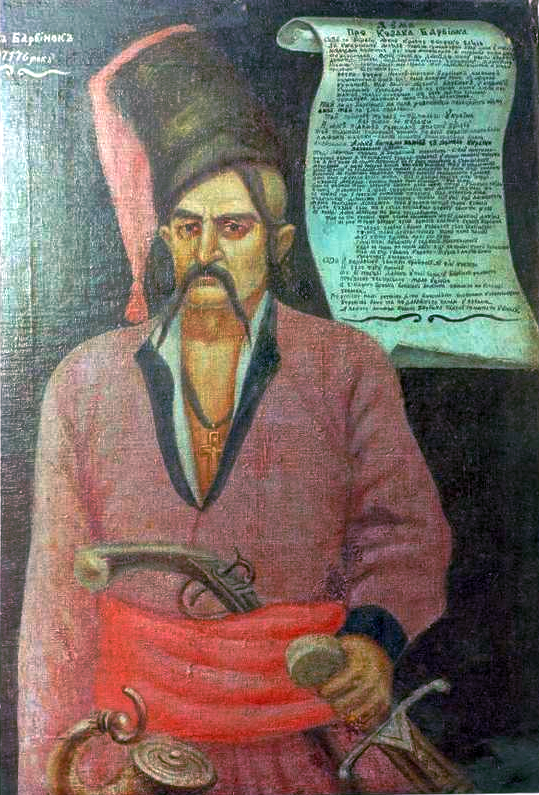
バルビンコベの創立者、アタマンIvan Barvinok
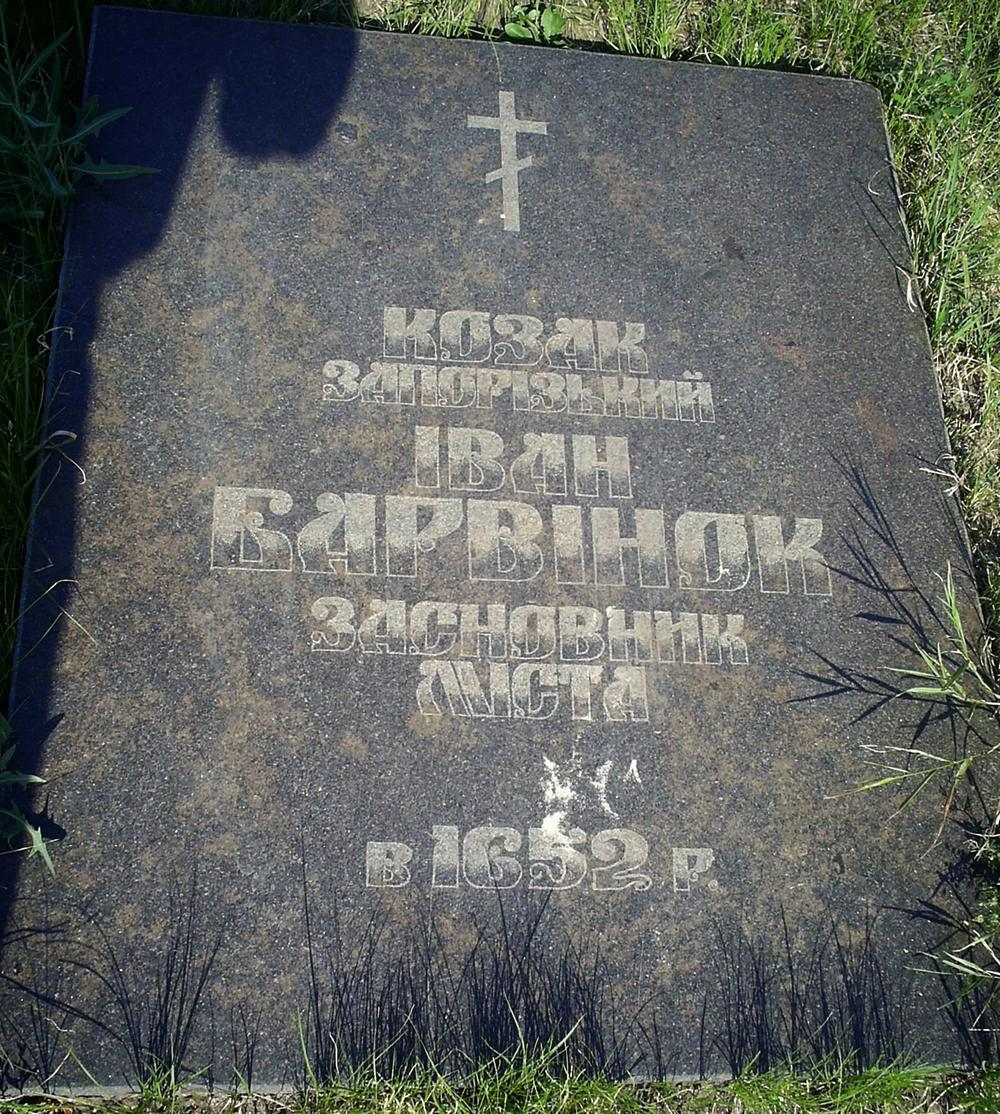
Ivan Barvinokの記念碑